# Pistolet maszynowy EMP 36
ERMA Maschinenpistole 36 (EMP 36) – pistolet maszynowy skonstruowany w firmie Erfurter Maschinenfabrik B. Geipel GmbH w latach 30. XX wieku. Nie produkowany seryjnie.

## Historia
W 1935 roku Niemcy odrzuciły ograniczenia traktatu wersalskiego zakazujące produkcji na niektórych rodzajów broni, między innymi pistoletów maszynowych. W latach 30. XX wieku w Niemczech najbardziej udane konstrukcje pistoletów maszynowych pochodziły z firm Waffen- und Fahrradfabrik C.G. Haenel (MP 28 II) i Erfufter Maschinenfabrik B. Geipel GmbH (EMP). Obie te firmy starały się o uzyskanie zamówień gwałtownie rosnącej armii.
W tym czasie wewnątrz Wehrmachtu trwała dyskusja na temat założeń konstrukcyjnych tego rodzaju broni. Konserwatyści chcieli broni przypominającej karabinek z kolbą i łożem drewnianym jak najlepiej przystosowaną do wymagań zwykłej piechoty, zwolennicy wojsk pancernych i powietrznodesantowych chcieli broni optymalnej dla tych formacji. Dlatego zamówiono tylko niewielką partię pistoletu maszynowego EMP w firmie Erma, oraz części do modernizacji MP18 do standardu MP18IV u Haenela, a w obu firmach zlecono prace nad nowymi konstrukcjami tego rodzaju broni.
W firmie Erma postanowiono skonstruować broń nowatorską. Doświadczenia eksploatacji starszych pistoletów maszynowych wykazały, że ich największą wadą są duże wymiary utrudniające posługiwanie się nimi w zamkniętych pomieszczeniach. Dlatego prototyp nowej broni oznaczonej jako EMP 36 wyposażono w kolbę składaną pod spód broni. Był to pierwszy pistolet maszynowy wyposażony w tego rodzaju kolbę. Starsze pistolety maszynowe miały kolby stałe lub odłączane (jak Thompson M1928). EMP 36 był także jednym z pierwszych niemieckich pistoletów maszynowych wyposażonych w magazynek dołączany od dołu komory zamkowej (zamocowany magazynek był lekko odchylony do przodu i w lewo). Lufę zakończono w hak współpracujący z podstawą muszki. Wysokość obu tych elementów tak dobrano aby uniknąć przypadkowego wciągnięcia broni do wnętrza pojazdu w przypadku strzelania przez szczelinę w pancerzu. Ułatwić obsługę broni wewnątrz pojazdu miało też zapewnić przeniesienie rękojeści napinania zamka na lewą stronę (broń wsunięta w szczelinę strzelniczą była trzymana za chwyt pistoletowy prawą ręką, dzięki przeniesieniu rękojeści napinania napiąć zamek można było tą samą ręką którą zmieniało się magazynek.
Zespół ruchomy (zamek i mechanizm powrotny) był podobny jak we wcześniejszym EMP. Jedyna większą zmianą była zamiana pojedynczej tulei otaczającej sprężynę powrotną dwoma teleskopowymi segmentami.
Badania EMP 36 wykazały, że jest to udana broń, ale konkurencyjny MP 36III skonstruowany w firmie Haenel ma bardziej udaną konstrukcję mechanizmu powrotnego. Okazało się jednak że rozwiązania zastosowane w MP 36III naruszają patenty należące do firmy Erma. Ostatecznie pod naciskiem wojskowych obie firmy zawarły ugodę. Postanowiono połączyć koncepcję EMP 36 (układ broni) z zamkiem i mechanizmami wewnętrznymi MP 36III. Efektem tych prac stał się MP 38

## Opis konstrukcji
Pistolet maszynowy EMP 36 był indywidualną bronią samoczynną. Zasada działania automatyki oparta na odrzucie zamka swobodnego. Strzelanie z zamka otwartego seriami. Trzon zamkowy miał postać walca w wydrążeniu którego umieszczona była ruchoma iglica na masywnej żerdzi. Żerdź otoczona sprężyną powrotną. Sprężyna powrotna w osłonie teleskopowej z dwóch tulei. Zasilanie z magazynków o pojemności 32 naboi. Przyrządy celownicze składają się z muszki i celownika przerzutowego. Lufa wkręcona w komorę zamkową zakończona podstawą muszki i hakiem ułatwiającym strzelanie przez otwory strzelnicze pojazdów. Łoże i chwyt pistoletowy z bakelitu. Kolba składana pod spód broni.